# Wola Guzowska
Wola Guzowska – przysiółek, część wsi Guzów położona w Polsce, w województwie mazowieckim, w powiecie szydłowieckim, w gminie Orońsko.
Prywatna wieś szlachecka, położona była w drugiej połowie XVI wieku w powiecie radomskim województwa sandomierskiego. W latach 1975–1998 miejscowość administracyjnie należała do województwa radomskiego.
Wieś w latach 1510-1515 była własnością Mikołaja Dzika herbu Doliwa. 